# جوزيه هايمان
جوزيه هايمان (بالإنجليزية: Josiah Heyman)‏ هو عالم إنسان أمريكي، ولد في 1958.